# Trachythecium le-testui
Trachythecium le-testui är en bladmossart som beskrevs av Thériot och Potier de la Varde 1926. Trachythecium le-testui ingår i släktet Trachythecium och familjen Hypnaceae. Inga underarter finns listade i Catalogue of Life.